# Syracuse Smash
Syracuse Smash – zawodowa drużyna lacrosse, która grała w National Lacrosse League. Drużyna miała swoją siedzibę w Syracuse w Stanach Zjednoczonych. Rozgrywała ona swoje mecze na 1st Mariner Arena. Drużyna została założona w 1998 roku. Po dwóch sezonach drużyna przeprowadziła się do Ottawy i nazywała się Ottawa Rebel po czym znowu się przeniosła tym razem do Edmonton i obecnie nazywa się Edmonton Rush.

## Osiągnięcia
- Champion’s Cup:-
- Mistrzostwo dywizji:-

## Wyniki
W-P Wygrane-Przegrane, Dom-Mecze w domu W-P, Wyjazd-Mecze na wyjeździe W-P, GZ-Gole zdobyte, GS-Gole stracone
| Sezon | W-P  | Dom  | Wyjazd | GZ  | GS  |
| ----- | ---- | ---- | ------ | --- | --- |
| 1998  | 2-10 | 2-4  | 0-6    | 163 | 219 |
| 1999  | 3-9  | 3-3  | 0-6    | 161 | 198 |
| 2000  | 1-11 | 1-5  | 0-6    | 135 | 207 |
| Razem | 6-30 | 6-12 | 0-18   | 459 | 624 |